# Dark Future
Dark Future ist ein Oberbegriff für verschiedene Subgenres der Science-Fiction, die düstere Zukunftswelten beschreiben; er kann als Synonym für Science-Fiction-Dystopie verstanden werden.
In der Dark Future stehen nicht (wie in der utopischen Science-Fiction) Hochtechnologie und Raumfahrt im Vordergrund, sondern die Vision einer düsteren und abschreckenden Welt. Übermäßiges Technikvertrauen, Kommerzialisierung oder eine starke Ausbeutung der Umwelt können als Ursachen der negativen Zukunftsvorstellung beschrieben werden, aber auch politische oder wirtschaftliche Entrechtung oder Katastrophenszenarien, in denen natürliche oder künstlich erzeugte Umbrüche Ursache des dystopischen Charakters sind.

## Zugeordnete Genres
- Cyberpunk
- Steampunk
- Atompunk
- Biopunk
- Postapokalypse (manchmal „Endzeit“ genannt)